# Benedito Gonçalves Xavier

Benedito Gonçalves Xavier

Benedito Gonçalves Xavier (Casa Branca, 20 de fevereiro de 1921 - Ouro Preto, 24 de maio de 1983) foi um político brasileiro do estado de Minas Gerais. Foi deputado estadual de Minas Gerais (5ª legislatura - 1963 a 1967).
Foi também três vezes prefeito de Ouro Preto, entre as décadas de 60 e 80, tendo falecido durante o seu terceiro mandato, no ano de 1983.

## Biografia
Benedito Gonçalves Xavier nasceu na Fazenda Bandeirinhas, no distrito de Casa Branca, Ouro Preto, em 20 de fevereiro de 1921. Era o primogênito de 11 irmãos, filhos do casal Ramiro Gonçalves da Silva e Biandina Ferreira Xavier.
Em 1951 formou-se em Medicina pela Universidade Federal de Medicina de Minas Gerais. Clinicou inicialmente em Itabirito, no Hospital São Vicente de Paula. Retornou a Ouro Preto em 1953, tendo fundado um posto de saúde estadual em Cachoeira do Campo. Era o chefe do Serviço de Assistência Médica de Urgência (SAMDU).
Sua filha, Marisa Maria Xavier Sans, foi a primeira prefeita de Ouro Preto, em 2001, pelo PDT. Seu sobrinho Paulo Marcos Xavier da Silva, foi secretário municipal da saúde, na gestão do prefeito Angelo Oswaldo.

## Política
Concorreu a prefeitura de Ouro Preto, pela primeira vez, em 1954, pelo PTB. Não conseguiu ser eleito. Na eleição seguinte, em 1958, assumiu o executivo municípal, em uma chapa com Jair Pena, da UDN. Após o pleito, porém, o PSD e a UDN se uniram como oposição, aquele partido com a maior bancada e com o presidente da câmara, José Feliciano Rodrigues. Gonçalves Xavier foi obrigado a governar com forte oposição do legislativa. Vale lembrar da grande bipolarização política no Brasil daquele momento.
Era o historicamente de esquerda, sendo, inclusive, presidente do Movimento Nacionalista de Ouro Preto, de inspiração nacional-desenvolvimentista, e estando ligados a ações do PCB. Por suas inspirações políticas, chegou a ocorrer uma tentativa, mal sucedida, de impeachment na Cãmara de Vereadores de Ouro Preto.
Retornou a prefeitura em 1971, para um mandato de dois anos. Seu último cargo público foi em 1982, novamente como prefeito de Ouro Preto. Faleceu no cargo, em 1983. Assumiu em seu lugar o vice-prefeito da cidade, José Leandro Filho.

### Patrimônio histórico
Em sua gestão contribuiu profundamente para a defesa do patrimônio histórico de Ouro Preto. Oficializou o “Plano Viana Lima” como plano diretor ouro-pretano. No repasse dos recursos deveriam ter prioridade as iniciativas de planificação que envolvessem áreas que contivessem objetos de valor histórico, artístico, arqueológico e natural. Também foi criado o Departamento do Patrimônio Histórico e Artístico Municipal, elevando institucionalmente o antigo diretório existente.
É nesse contexto, o aproveitamento econômico do patrimônio histórico da cidade para o turismo cultural. Nas gestões posteriores, essa mesma ideologia política foi seguida. E a partir de 1966 começaram a ocorrer ações cooperativas entre DPHAN e a UNESCO, que, em 1980, tombaria Ouro Preto como Patrimônio Mundial.

## Homenagens
A rodovia que interliga Cachoeira do Campo a Conselheiro Lafaiete recebeu o nome de Rodovia Prefeito Benedito Gonçalves Xavier. Em Ouro Preto há uma rua em Amarantina, uma escola no Glaura e uma praça no bairro Bauxita.